# Turtmanntal
Turtmanntal är en dal i Schweiz.   Den ligger i kantonen Valais, i den södra delen av landet, 80 km söder om huvudstaden Bern.
Trakten runt Turtmanntal består i huvudsak av gräsmarker. Runt Turtmanntal är det ganska glesbefolkat, med 34 invånare per kvadratkilometer.